# Perizoma exhausta
Perizoma exhausta là một loài bướm đêm trong họ Geometridae.